# Noviziato di San Salvatore

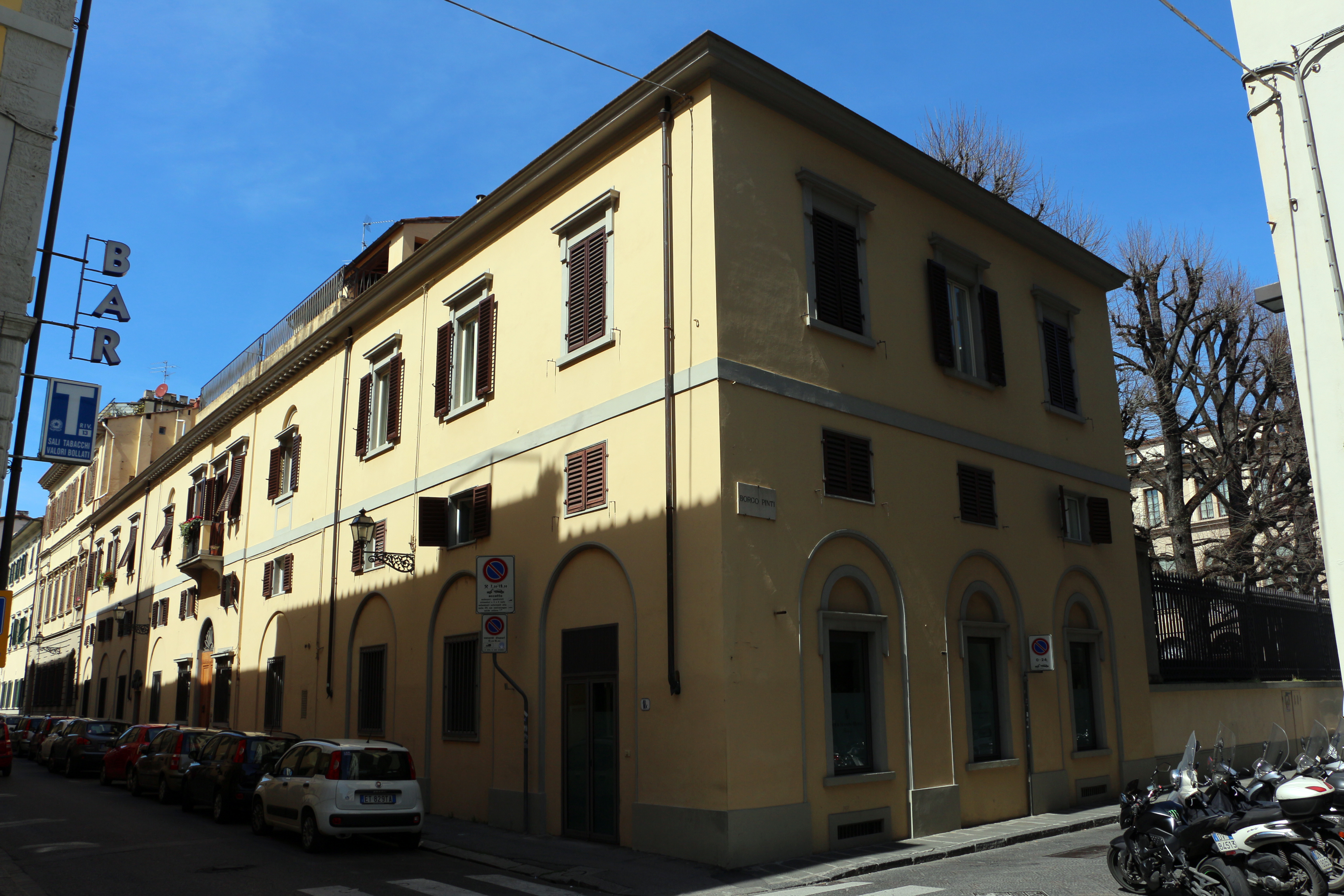
Noviziato di San Salvatore

Il Noviziato di San Salvatore era un'istituzione gesuitica di Firenze, situata tra via Giusti e Borgo Pinti. Soppressa nel 1775 i suoi ambienti furono acquistati dai proprietari del vicino palazzo Ximenes Panciatichi, che in seguito li vendettero. Al suo posto sorgono oggi alcuni edifici residenziali.

## Storia
Era in quest'area un noviziato fondato nel 1632 e intitolato a San Salvatore, sorto grazie al lascito di terre e case preesistenti del cavaliere Benedetto Biffoli a favore dei gesuiti di San Giovannino.
Nel 1775, a seguito delle soppressioni, il complesso fu acquistato dagli Ximènes con l'intento di ingrandire le proprietà presenti nella zona. Passato l'insieme di queste fabbriche ai Panciatichi Ximènes (1816), negli anni 1839-1840 fu in effetti promossa l'integrazione del complesso con il palazzo, sulla base di un progetto di ristrutturazione dovuto all'architetto Niccolò Matas, fino a determinare una estesa proprietà che, con i giardini e gli orti, giungeva fino all'attuale piazza Massimo d'Azeglio. Tra il 1865 e il 1870, sulla base del piano regolatore interno della città redatto dall'ingegnere del Comune Luigi Del Sarto e in stretta relazione con l'urbanizzazione del quartiere della Mattonaia e quindi del definirsi di piazza d'Azeglio, l'edificio dell'ex noviziato fu tagliato dal proseguimento del tracciato di via del Mandorlo (ora via Giuseppe Giusti), teso a definire adeguate vie di accesso al nuovo quartiere, con la conseguente divisione della proprietà.
Il fronte che oggi si apprezza su via Giusti (7-9 e 16-18) e su Borgo Pinti 70 (sia per quanto riguarda questo lato della via, sia per quello dall'altro che infatti si propone sostanzialmente speculare benché arricchito da un balcone), è quindi da datarsi necessariamente a questi anni. Tuttavia presenta caratteri attardati (si vedano le incorniciature delle finestre terrene), che meglio si prestano ad essere collocati nella prima metà del secolo, per cui si può supporre che, nonostante il periodo tardo dell'intervento, si sia voluto riproporre il disegno utilizzato dal Matas negli anni trenta, in modo da assicurare continuità con i fronti superstiti su borgo Pinti e verso il giardino. Ciò detto, per quanto riguarda ciò che si può apprezzare dalla strada, l'edificio si presenta come esteso casamento con una facciata organizzata su quattro piani per ben undici assi (uno in meno rispetto a quello dell'edificio antistante), caratterizzata a circa la metà da una successione di tre archi, che dovrebbero segnare il punto in cui si estendeva la corte interna del noviziato e quindi dell'addizione del palazzo. Sulla facciata è una targhetta con la dicitura Assicurazioni Generali di Venezia.
Parte dell'edificio è attualmente occupato dall'Università degli Studi Guglielmo Marconi.
In questi ambienti, prima che venisse tracciata la strada, alloggiarono durante il loro soggiorno fiorentino lo scrittore statunitense Henry Theodore Tuckerman (1837-1838) e, per un breve periodo, lo scultore Horatio Greenough.